# Wilhelm Haehnelt
Wilhelm Haehnelt (* 12. März 1875 in Posen; † 10. März 1946 im Speziallager Sachsenhausen) war ein deutscher Offizier, zuletzt General der Flieger der Luftwaffe im Zweiten Weltkrieg.

## Leben
Haehnelt trat am 14. Februar 1895 als Fähnrich in das 4. Niederschlesische Infanterie-Regiment Nr. 51 der Preußischen Armee in Brieg ein. Dort wurde er am 27. Januar 1896 zum Leutnant befördert, diente in der Folgezeit als Bataillonsadjutant und absolvierte 1905/08 die Kriegsakademie. Von Oktober 1908 bis Februar 1909 war er zum Luftschiffer-Bataillon kommandiert und erwarb dort das Diplom als Ballonführer. Vom 1. April 1909 bis 30. September 1911 war Haehnelt zum Großen Generalstab kommandiert. Daran schloss sich als Hauptmann seine Ernennung zum Kompaniechef an. Nach einer zwischenzeitlichen Kommandierung zur Fliegertruppe, bei der er sich zum Flugzeugführer ausbilden ließ, wurde Haehnelt am 1. Oktober 1913 in den Stab des Flieger-Bataillons Nr. 4 nach Straßburg versetzt.
Mit Ausbruch des Ersten Weltkriegs übernahm Haehnelt die Führung der Feldflieger-Abteilung 4 an der Westfront. Vom 26. September 1914 bis März 1917 war Haehnelt als Stabsoffizier der Flieger im Generalstab der 5. Armee tätig und diente danach bis Ende 1917 im Stab des Kommandeurs der Flieger der 2. Armee bzw. in der Inspektion der Fliegertruppe sowie beim Nachrichtenchef der Obersten Heeresleitung. Im Januar 1918 erfolgte seine Kommandierung im Stab des Kommandierenden Generals der Fliegertruppe. Daran schloss sich ab 1. Februar 1918 als Major eine Verwendung als Kommandeur der Flieger der 2. Armee an. Die letzten Kriegsmonate verbrachte er mit Sonderaufgaben betraut beim Inspekteur der Fliegertruppen sowie vom 15. September bis 14. Dezember 1918 als Kommandeur der Flieger im Heimatgebiet 8 sowie sämtlicher Fliegerschulen. Für seine Leistungen war er mit beiden Klassen des Eisernen Kreuzes ausgezeichnet worden.
Nach dem Krieg wurde Haehnelt am 15. Dezember 1918 zum Inspekteur der Fliegertruppen ernannt. Zum 1. Januar 1920 folgte seine Übernahme in die Reichswehr als Offizier zur besonderen Verwendung in das Reichswehrministerium. Die gleiche Funktion hielt er anschließend von Mai bis Dezember 1920 beim Wehrkreis-Kommando III bzw. beim Stab der 3. Division. Am 31. Dezember 1920 schied Haehnelt infolge des Friedensvertrages von Versailles und des damit einhergehenden Verbots von Luftstreitkräften in Deutschland aus dem aktiven Militärdienst. Ihm wurde am 21. Januar 1921 noch der Charakter als Oberstleutnant verliehen.
Von 1919 bis 1935 war Haehnelt Vizepräsident des Deutschen Aero Clubs. Zugleich fungierte er von 1926 bis 1928 als Vizepräsident des Deutschen Luftsportverbandes, von 1929 bis 1933 als Landesführer des Deutschen Luftsportverbandes von Berlin, der Provinz Brandenburg und Grenzmark sowie von 1926 bis 1933 als Vorstandsmitglied des Reichsluftschutzbundes. 1933 wurde er Leiter der Kriegswissenschaftlichen Abteilung des Reichsluftfahrtministeriums und war vom 1. Juni 1935 bis 31. März 1936 Leiter der dortigen kriegswissenschaftlichen Abteilung des Luftkrieges (1914–1918). 
Anschließend wurde Haehnelt als E-Offizier und Oberst in die Luftwaffe übernommen, zum 1. Juli 1938 in das aktive Dienstverhältnis übernommen und fungierte als Chef der Kriegswissenschaftlichen Abteilung im Reichsluftfahrtministerium. In der Zwischenzeit war er am 1. Januar 1939 zum Generalmajor sowie am 1. Dezember 1940 zum Generalleutnant befördert worden. Zum 1. März 1942 avancierte Haehnelt zum General der Flieger und Ende des Monats wurde er aus dem aktiven Dienst verabschiedet. Haehnelt wurde 1942 in den Beirat der Forschungsabteilung Judenfrage des Reichsinstituts für Geschichte des neuen Deutschlands berufen.
Nach Kriegsende wurde Haehnelt noch im Mai 1945 von der sowjetischen Besatzungsmacht verhaftet und im Lager Sachsenhausen interniert. Dort verstarb er am 10. März 1946.